# Heteronychia dimioniphalla
Heteronychia dimioniphalla är en tvåvingeart som beskrevs av Andy Z. Lehrer 1996. Heteronychia dimioniphalla ingår i släktet Heteronychia och familjen köttflugor. Inga underarter finns listade i Catalogue of Life.